# Центар савремене политике
Центар савремене политике је независна, невладина и непрофитна организација основана у Београду маја 2012. године. Центар функционише као труст мозгова у различитим областима попут политичких система, спољних послова и безбедности, као и заштиту људских и мањинских права. Примарна мисија центра је да започне реформу политичког система како би заштитила људска и мањинска права, као и да омогући сигурну и правичну интеграцију Србије у ЕУ.
Центар ради као траст мозгова и креира процене и анализе различитих политичких питања са којима се суочава региона западног Балкана, укључујући и политички интегритет, националну безбедност и људска права.
Он развија и предлаже објективне стратегије према разним претњама по политички систем, цивилно друштво, регионалну стабилност, као и сарадњу и заштиту кроз разне ПР и кампање подизања свести, регионалних форума и обучавање младих лидера.
Центар савремене политике циља да спроведе реформе европске интеграције Србије као и да идржи регионалну стабилност и сарадњу.
Седиште центра се налази у Београду.
Центар је такође и творац портала European Western Balkans.

## Структура и мисије
Центар савремене политике остварује своје циљеве следећим активностима:
- Креирањем јавних политика из различитих области
- Формулисањем предлога за реформе политичког система
- Спровођењем анализа и студија о различитим политичким и друштвеним феноменима
- Јавним заговарањем и подизањем свести о неопходним реформама, европским интеграцијама и о горућим проблемима са којима се суочавају држава и друштво
- Извештавањем о европским интеграцијама и другим кључним политичким процесима са којима је јавност недовољно упозната

Немања Тодоровић Штиплија је председник организације, док је прогрмаски директор Никола Буразер.

## Пројекти

### European Western Balkans
Центар поседује и уређује портал European Western Balkans, чији је циљ извештавање о процесу европских интеграција држава Западног Балкана (Србије, Босне и Херцеговине, Македоније, Албаније, Црне Горе и Косова), води интервјуе и објављује различите анализе и мишљења. Као део овог пројекта, организација одржава мрежу различитих људи и експерата из свих земаља овог региона, као и многих чланица ЕУ.

### Народна скупштина Републике Србије и европске интеграције
Преко свог портала ЕWБ, Центар је од априла до октобра 2015. активно надгледао рад Одбора за европске интеграције Народне скупштине Србије и Заједничког одбора Европског парламента и Народне скупштине за стабилизацију и придруживање.

### Конференција “Разумљиво о Европи”
Центар је 20. октобра 2015. организовао конференцију “Разумљиво о Европи”. Конференција је била посвећена дијалогу Београда и Приштине и европским интеграцијама. Конференција је организована у партнерству са Фондацијом Конрад Аденауер а учесници су били народни посланици Републике Србије и представници невладиних организација и медија. Конференцију је отворио немачки амбасадор у Србији Аксел Дитман. Међу другим учесницима били су Џоана Хансон, истраживачица Лондонске школе економије, Марко Ђурић, директор Канцеларије за Косово и Метохију, заменик председника Владе Косова Бранимир Стојановић и Иљир Деда, народни посланик у Скупштини Косова.
Један од панела је окупио српског официра завезу Дејана Павићевића и косовског Владета Садикуа. Учесници догађаја су били Борислав Стефановић, бивши представник Србије у дијалогу Београда и Приштине, и Вјоса Османи из Комитета за европске интеграције у Косовском парламенту. Имали су супортно мишљење о приступању Косова у УНЕСКО-у. Стефнаовић је предложио да Косово буде чланица међународних оргнаизација, али не и УНЕСКО-а, јер неће бити у стању да заштити српску заоставштину, док је Османи сматрала да ће „чланство у УНЕСКО-у директно утицати на повећање стандарда у области образовања и зашзизе културних споменика.” 
Као део конференције, Центар је објавио преглед дијалога Београда и Приштине на српском и енглеском..

### Млади и ЕУ
Јануара 2016. Центар је уз помоћ Еразмус+ фондова организовао тренинг о институцијама ЕУ и европским интеграцијама за младе учеснике из Италије, Шпаније, Белгије, Словачке, Хрватске, Албаније, Бугарске, Македоније и Турске. Учесници су посетили Народну скупштину РС и ЕУ инфо центар. Такође су учествовали у симулацији рада Европског парламанта у општини Стари Град. Циљ пројекта био је да оспособи учеснике у дебати да дебатују, дискутују и промовишу европско грађанство, европске вредности, интеграцију и проширење, као и да се као грађани активно укључе у ЕУ и процес доношења одлука у оквиру ЕУ.

### Дебате о европској будућности Србије
У партнерству са Фондацијом Конрад Аденауер, Центар од маја 2015. објављује интервјуе о будућности Западног Балкана са кључним представницима немачке Хришћанско-демократске уније и Европске народне партије. До сада је спровео више од 20 интервјуа са различитим особама повезаним са интеграцијама Западног Балакана, укључујући Себастијана Курца, Јоханеса Хана, Јадранку Јоксимовић, Петера Соренсена, Самуела Жбогара, Дејвида Мекалистера, Мајлинду Брегу и Младена Иванића. Такође, на сајту ЕWБ-а могу се видети разни ауторски текстови и чланци које је написао широки спектар стручњака у истој области.

## Публикације
Године 2016, заједно са Фондацијом Конрад Аденауер објавили су водич на српском језику „Европски парламент и Србија” са циљем да се народним посланицима Србије помогне у разумевању функционисања рада Европског парламента. Промоција водича одржана је у Народној скупштини Србије и присуствовали су Дејвид Мекалистер и Маја Гојковић.
У београдском Медија центру 28. септембра 2018. године, Центар савремене политике је објавио извештај из сенке „Стање демократије у Србији 2018” који процењује слободу медија у Србији, управљање, рад Скупштине Републике Србије и локалне изборе у Србији у периоду новембра 2017. до 2018. године. На промоцији су извештаја говорници су били Марија Стојановић, Марко Савков-ић, Маја Васић Николић, Срђан Мајсторовић и Никола Буразер.